# Katedrála Nanebevzetí Panny Marie, svatého Štěpána a svatého Ladislava
Katedrála Nanebevzetí Panny Marie a svatého Štěpána a Ladislava, či jen Záhřebská katedrála (chorvatsky Katedrala Uznesenja blažene Djevice Marije i svetih Stjepana i Ladislava nebo zkráceně Zagrebačka katedrala) je hlavní římskokatolická katedrála záhřebské arcidiecéze v chorvatském Záhřebu a největší záhřebská kulturně-historická památka. Věže katedrály jsou nejvyšší stavbou v Chorvatsku.

## Dějiny katedrály

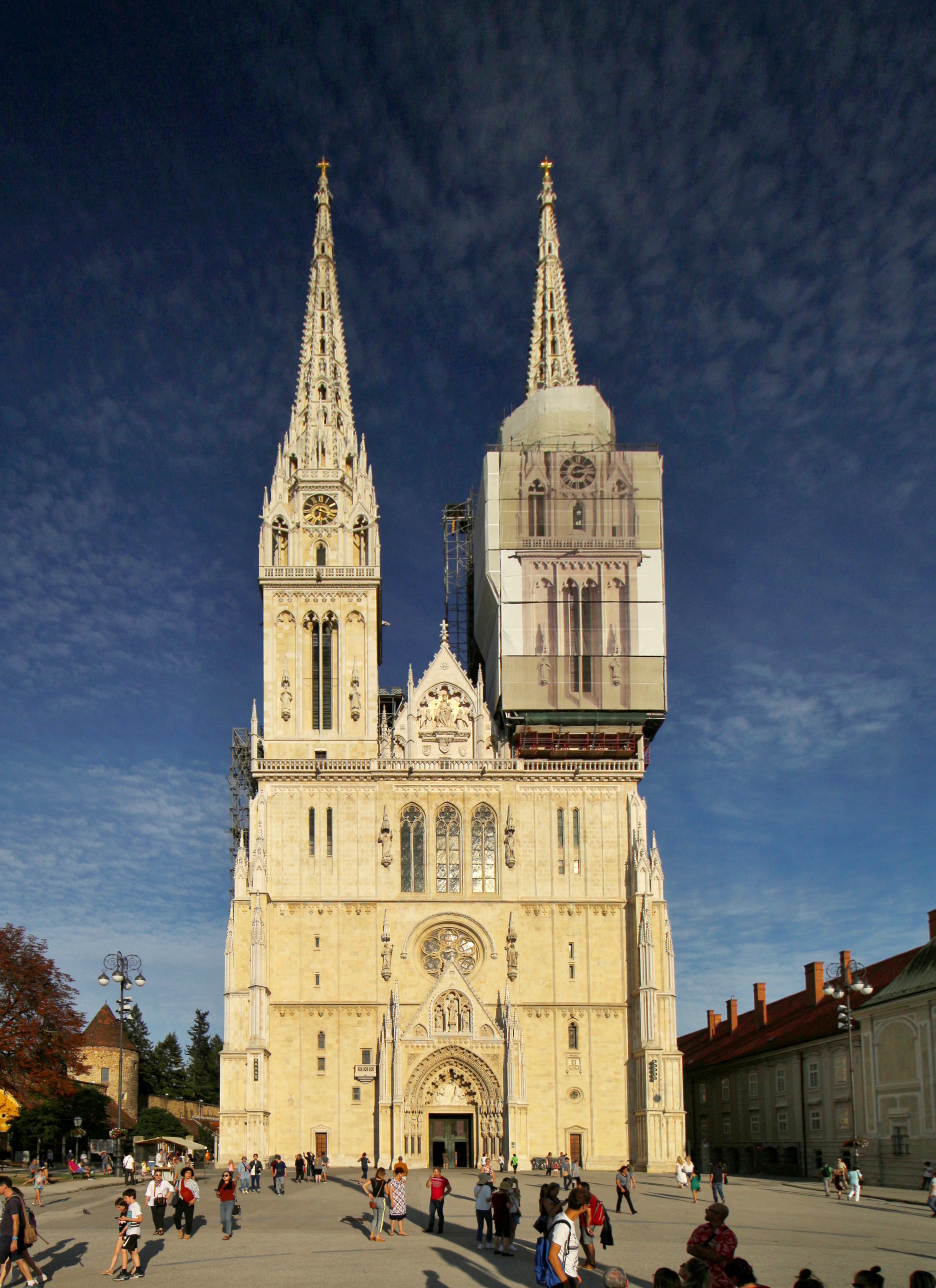
Záhřebská katedrála.

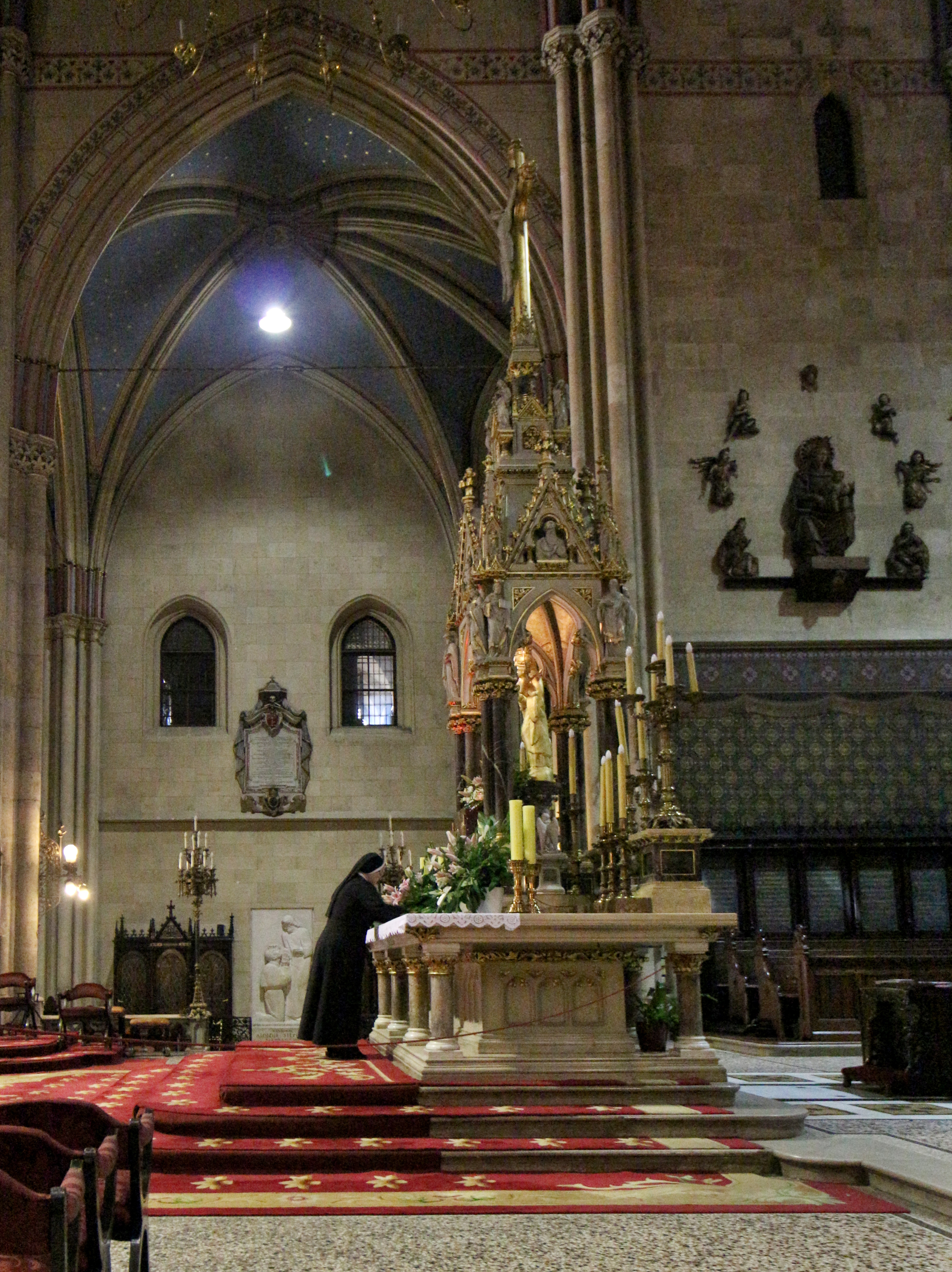
Hlavní oltář katedrály

Záhřeb měl k dispozici nejprve malý kostel, vybudovaný mezi 9. a 11. stoletím. Záhřebské biskupství založil uherský král Ladislav I. Svatý v roce 1093, společně se založením města Záhřebu.
Záhřebská katedrála byla postavena v románsko-gotickém stylu. V roce 1242 byla zničena při tatarském vpádu do Uher. Již ve 13. století ji obnovil biskup Timoteus v gotickém stylu. V 16. století byla katedrála obklopena věžemi a hradbami. Mezi lety 1633–1641 dostala renesanční věž. Několikrát katedrálu postihly požáry, ale největší ránou bylo v zemětřesení v roce 1880. Po otřesech byla katedrála opětovně obnovena. Slavnostní dokončení nové katedrály spatřil Záhřeb v roce 1902.
Levá věž prochází od roku 1990 rekonstrukcí, v srpnu 2020 stále není dokončena. Staré hodiny byly odstraněny a nahrazeny novými s průměrem 3,2 m o hmotnosti 600 kilogramů.[zdroj?] Na stavbu těchto hodin bylo použito 8 tun bronzu a mosazi.[zdroj?]
V červnu 2011 navštívil papež Benedikt XVI. katedrálu a pomodlil se u hrobky Alojzije Stepinace (1898–1960), záhřebského arcibiskupa a kardinála, který byl v roce 1998 blahoslaven.
22. března 2020 byla katedrála poškozena při zemětřesení.